# Vicente Talanquer
Vicente Talanquer Artigas es un químico mexicano que desde el año 2000 trabaja en la Universidad de Arizona en donde es profesor distinguido. En 2021 recibió el reconocimiento de la American Chemical Society por sus logros de investigación en el área de enseñanza y aprendizaje de la química. En 2020 recibió un homenaje por parte de la Facultad de Química de la Universidad Nacional Autónoma de México.

## Educación
Cursó la licenciatura y la maestría en la Facultad de Química de la Universidad Nacional Autónoma de México, donde también obtuvo el doctorado en Química en 1992. 
De 1992 a 1995 fue académico visitante en  el James Frank Institute en la Universidad de Chicago.
Desde el año 2000 trabaja en la Universidad de Arizona en los Estados Unidos de América. Su trabajo de investigación gira alrededor de la educación química.

## Intereses de investigación
Vicente Talanquer no tuvo formación en el área educativa pero se interesó en ella cuando tuvo la posibilidad de participar en la escritura de libros de texto y en procesos de formación de profesores entre 1995 y 1996. En el año 2000 comenzó a trabajar en la Universidad de Arizona en un programa para formación de profesores de ciencias para el nivel secundario. 
Su trabajo se centra en la investigación de las suposiciones implícitas y estrategias de razonamiento utilizadas por estudiantes de química. Ha participado en el diseño de un currículo llamado Chemical Thinking (Pensamiento Químico) que ha sido reconocido por el National Research Council como un currículo que considera la evidencia científica sobre cómo se aprende. Este currículo busca promover una comprensión más profunda de un número menor de temas en los que se revisen ideas fundamentales de la química relevantes para los estudiantes.
Ha publicado más de ciento cincuenta artículos en revistas internacionales, materiales de divulgación, libros de texto para estudiantes de educación básica y capítulos de libro.

## Distinciones
Ha recibido numerosas distinciones dentro de las que se pueden resaltar:
- Distinción Universidad Nacional para Jóvenes Académicos, 1998
- Early-Career Teaching Award. College of Science, University of Arizona., 2004
- Five Star Teaching Award, University of Arizona, 2006
- Leicester and Kathryn Sherrill Creative Teaching Award. University of Arizona., 2007
- Henry and Phyllis Koffler Prize in Teaching. University of Arizona, 2012
- James Flack Norris Award for the Outstanding Teaching of Chemistry. Northeastern Section of the ACS, 2012
- Distinguished Achievement in Science Education Award. College of Science, University of Arizona, 2013
- University Distinguished Professor. University of Arizona, 2015
- Arizona Professor of the Year. Carnegie Foundation, 2015
- Educational Research Award. Council of Scientific Society Presidents, 2019
- ACS Award for Achievement in Research for the Teaching & Learning of Chemistry., 2021